# チャールズ・ヘンダーソン
チャールズ・ロイ・ヘンダーソン（Charles Roy Henderson, 1911年4月1日 - 1989年3月14日）は、アメリカ合衆国の統計学者であり、家畜の遺伝評価における定量的方法の応用において、家畜育種学における先駆者である。彼は、育種価（一般にはランダム効果）の最良線型不偏予測値を得るための混合モデル方程式を導いた

。
彼は、混合モデルの不釣合い型構造における分散成分の推定に関して、3種の方法を発案した
。
また、単純な血縁リストに基づいて、ライトの分子血縁係数行列（相加的血縁係数行列）の逆行列を構築する方法を発見した
。
彼は、彼の博士学生であったシャイル・シールとともに，統計学における行列表記の利用を推し進めた。彼の方法は，世界中の畜産業界において幅広く利用されており，線形モデル理論の基礎となっている。

## 経歴
ヘンダーソンは、アイオワ州立大学で学士、修士（栄養学）、博士（育種学）の学位を取得した。ここで、彼はL. N. ヘーゼルの学生であった。ヘンダーソンは，1948年にコーネル大学の動物科学部に赴任し、退職までの約30年間、ここで家畜育種部門を率いた。コーネル大学退職後、死去するまで、彼はゲルフ大学およびイリノイ大学で客員教授を務めた。彼の著書は、1984年にゲルフ大学に滞在中に完成した。

## 受賞歴
- 1955, Senior Fulbright Research Scholar (New Zealand)
- 1964, Borden Award, American Dairy Science Association
- 1964, Animal Breeding and Genetics Award, American Society of Animal Science
- 1969, Fellow, American Statistical Association
- 1971, Morrison Award, American Society of Animal Science
- 1977, National Association of Animal Breeders Award, American Dairy Science Association
- 1980, Member of the Massey University Wellington
- 1981, Visiting professor at the University of California, Davis
- 1981, Hermann-von-Nathusius-Medaille in Gold of the German Society for Animal Production (DGfZ) [5]
- 1981, Fellow, American Society of Animal Science
- 1982, Jay L. Lush Animal Breeding and Genetics Award, American Dairy Science Association
- 1984, Henry A. Wallace Award for Service to Agriculture, Iowa State University
- 1985, Elected to the United States National Academy of Sciences